# 黄作勤
黄作勤（？—），男，壮族，广西人，中华人民共和国政治人物，曾任第四、五届全国人大代表、常委会委员。